# Plotina

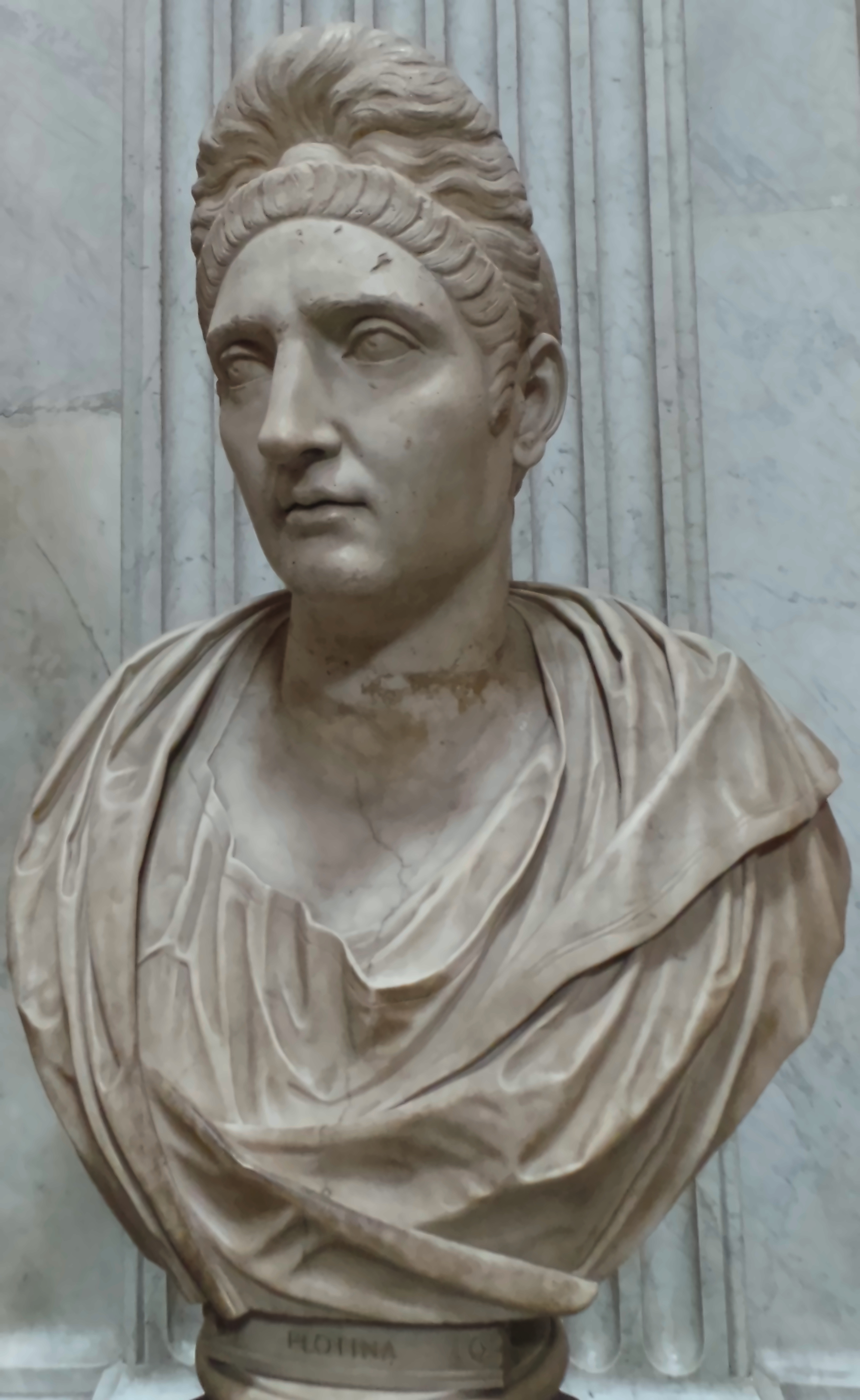
Plotina, nach Münzbildern um 112 entstandener Bildnistyp. Vatikanische Museen (Inv. 240)

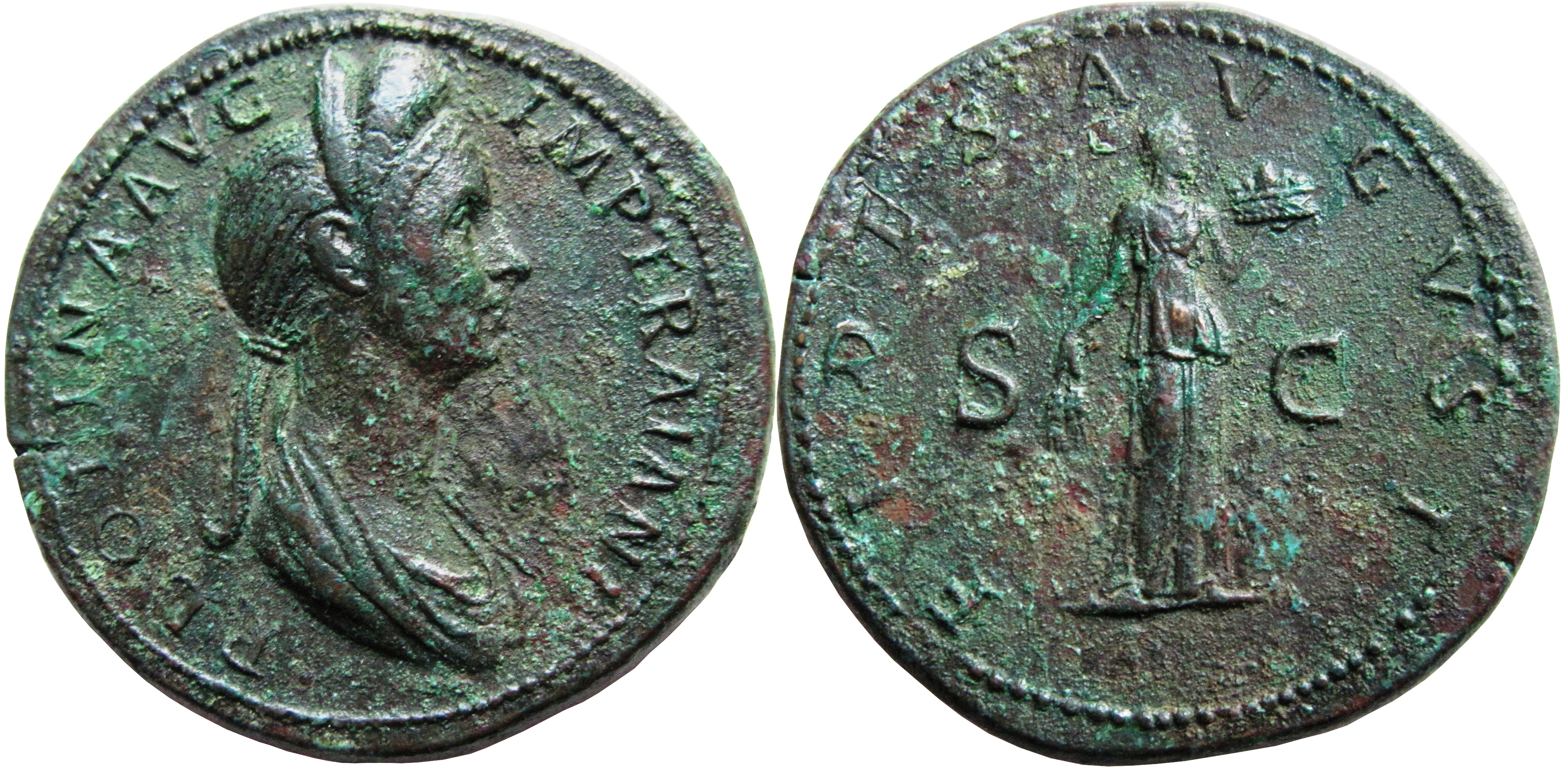
Zu Ehren der Plotina 112 geprägter Sesterz.

Pompeia Plotina (* vor 70; † nach 1. Januar 123) war die Frau des römischen Kaisers Trajan. 
Plotina stammte aus Nemausus, dem heutigen Nîmes in Südfrankreich, wo Hadrian später eine Basilika für sie errichten ließ. Sie war die Tochter eines sonst unbekannten Lucius Pompeius. Ihre Lebensumstände vor der Hochzeit mit Trajan sind nicht vollständig bekannt. Die beiden dürften vor 86 geheiratet haben, ab 112 wurden Münzen mit Plotinas Abbild geprägt. Sie hatte wohl einigen Einfluss auf die Entscheidungen ihres Mannes und war diejenige am kaiserlichen Hof, die sich stark für Hadrian als Trajans Nachfolger einsetzte. Hadrians Adoption durch den Kaiser, die nötig war, um ihn als Nachfolger zu legitimieren, wurde von einem Teil des Senats missbilligt.
Der Geschichtsschreiber Cassius Dio überliefert folgenden Ablauf nach dem Tode Trajans in der kleinasiatischen Stadt Selinus: Plotina verschwieg zunächst den Tod ihres Gatten in der Zeit vom 8. bis 11. August 117. Sie sandte einen Eilboten mit der auf den 9. August datierten Adoptionsurkunde an den Senat nach Rom. Den Text hatte sie eigenhändig verfasst, weil angeblich ihr Mann krankheitsbedingt schreibunfähig war. Erst am 11. August teilte sie das Ableben ihres Gatten mit. Hadrian wurde als neuer Kaiser akzeptiert, die Asche ihres verstorbenen Mannes überführte Plotina nach Rom. Sie selber starb fünf Jahre später. 